# Sr. Chinarro (álbum)
Sr. Chinarro es el primer álbum de la banda homónima. Todas las canciones fueron compuestas por Antonio Luque, excepto Una Rodillita Dos, y Leave Me Alone, que versiona a New Order.
Durante la grabación del disco, en Nueva York, Antonio Luque no contó con los habituales componentes del grupo. A causa de las continuas peleas y desacuerdos, el registro no se produjo como se esperaba. Según sus palabras, afirma que no ha vuelto a oírlo porque revive aquellos malos momentos.[cita requerida]

## Lista de canciones
1. "El collar" – 3:17
2. "Mi caracola loca" – 2:47
3. "Campanario" – 4:05
4. "Bye Bye" – 2:51
5. "Hate" – 3:16
6. "Niño helado" – 4:50
7. "Velvet Eye" – 4:05
8. "Buenos días" – 1:31
9. "Escapa amanecer" – 4:00
10. "En el panal" – 2:43
11. "Una rodillita Ddos" – 7:57
12. "Leave Me Alone" – 3:42
13. "Buenas noches" – 2:30

## Créditos
José Manuel Guerrero (chelo y pandereta),
Seli (Batería),
Bonelli (Bajo),
Begoña Rodríguez (piano y teclados),
Antonio Luque (voz y guitarras),
Kramer (mellotron en 7).
Todas las canciones están compuestas por Antonio Luque, excepto 11 (Luque/Bonelli), 12 (New Order), 8 y 13 (Begoña Rodríguez).
- Datos: Q6133521